# Andrej Krylov
Andrej Ivanovič Krylov (in russo Андрей Иванович Крылов?; Leningrado, 10 maggio 1956) è un ex nuotatore sovietico.

## Carriera
Specializzato nello stile libero, ha vinto tre medaglie alle olimpiadi di Mosca 1980: l'oro nella 4x200 m stile libero, l'argento nei 200 m sl e nei 400 m stile libero. Ha inoltre vinto l'argento nella staffetta 4x200 m stile libero a Montréal 1976.

## Palmarès
- Olimpiadi
  - Montréal 1976: argento nella staffetta 4x200 m sl.
  - Mosca 1980: oro nella staffetta 4x200 m sl, argento nei 200 m sl e nei 400 m sl.

- Mondiali
  - 1975 - Cali: bronzo nella staffetta 4x200 m sl.
  - 1978 - Berlino: argento nella staffetta 4x200 m sl.

- Europei
  - 1974 - Vienna: argento nella staffetta 4x200 m sl e bronzo nei 400 m sl.
  - 1977 - Jönköping: oro nella staffetta 4x200 m sl, argento nei 200 m sl e bronzo nella staffetta 4x100 m sl.